# Марія Петкович
Марія Петкович (хорв. Марія Петкович, чернече ім'я — Марія Розп'ятого Ісуса; 10 грудня 1892, Блато, на острові Корчула, в той час — Австро-Угорщина, сьогодні — Хорватія — 9 липня 1966, Рим, Італія) — блаженна римо-католицької церкви, засновниця жіночої католицької конгрегації «Дочки Милосердя».

## Біографія

### Дитинство
Марія Петкович народилася в приході Всіх Святих в Блато на острові Корчула. Вона також відома під релігійним ім'ям як сестра Марія Розп'ятого Ісуса. Вона була шостою дитиною з восьми в родині Антуна Петкович-Ковача та Марії Петкович (уроджена Маринович). Зразкові батьки виховували своїх дітей в пошані до віри. Їхня дочка Марія відзначалася незвичайним благочестям та милосердям. Спостерігаючи за стражданням людей, голод та злидні, вона вже в дитинстві вирішила захищати бідних. Родина Марії була багата (на них працювало близько 750 робітників, найнятих для роботи в оливкових гаях та виноградниках), але земні блага її не цікавили.
Марія була надзвичайно розвиненою дівчинкою. В п'ять років вона вже пішла до початкової школи, а в 11 її закінчила. У 14-річному віці вона пообіцяла Ісусу з ним «заручитися» та прийняла 21 листопада особисту обітницю безшлюбності. Коли Петкович було 19 років, помирає її батько, потім Марії довелося доглядати за молодшими сестрами-близнюками. Крім того, протягом багатьох років, за своєю власною ініціативою вона навчала дітей з бідних сімей катехізису та основних предметів початкової школи.

### Створення конгрегації
25 березня 1919 року разом з Марією Телента вступає до монастиря конгрегації «Слуги Милосердя» і засновує в Блато притулок.
20 серпня 1920 року на основі Конституції третього францисканського ордену вона написала перший статут конгрегації «Доньки Милосердя», в якому сформулювала завдання цього руху. Статут цієї конгрегації був затверджений єпископом Йосифом Марцеличем 4 жовтня 1920 року. Марія Петкович у цей же день взяла собі нове чернече ім'я Марія Розп'ятого Ісуса і була призначена генеральною настоятелькою нової жіночої чернечої конгрегації. У 1923 році відкриває численні притулки для осиротілих дітей в Хорватії, Сербії та Македонії.
У грудні 1936 року парафія отримала папське визнання і схвалення конгрегації. Перший монастир був заснований в місті Блато, а інший в Суботиця. У 1936 році перша група сестер відправилася до Південної Америки, а в 1940 році з іншою групою поїхала й Марія та розпочала свою роботу в Аргентині. Через війну в Європі вона провела в Південній Америці дванадцять років і заклала багато монастирів.

### Назад до Європи
У 1952 році вона повернулася до Європи, Риму. В 1954 році Марія переносить інсульт, який надовго позбавив її можливості виконувати свої обов'язки в повній мірі. В 1961 році вона передала своє місце настоятельки інший сестрі. В 1966 році Марія Петкович помирає. Вона була похована на римському кладовищі Верано. В 1969 році її останки були перенесені в каплицю при головному будинку конгрегації «Дочки Марії», де вони залишалися до 1998 року, після чого були перевезені в її рідне місто Блато і тепер зберігаються в церкві Христа-Царя.

## Беатифікація
У Римі в 1986 році розпочався процес її беатифікації. 26 серпня 1988 року завдяки її заступництву сталося диво. Субмарина перуанського флоту «Pacoca» пережила аварію, і моряки перебували в смертельній небезпеці. Роджер Котріна, 42-річний лейтенант розповів, що в ці важкі часи звернувся до служниці Божої Марії Петкович, про яку він дізнався від «Дочки Милосердя», під час свого перебування у військово — морському шпиталі, де вона прочитала йому її біографію. Лейтенант був впевнений втому, що саме Петкович врятувала його, і саме вона є заступницею всіх моряків на підводних човнах.
8 травня 1998 року папа римський Іоанн Павло II під час здійснення святої меси в Дубровнику підтвердив героїчні чесноти Марії Петкович і проголосив її блаженною.

## Конгрегація сьогодні
Конгрегація «Дочок Милосердя» налічує наразі 429 черниць, які активно працюють в Європі (Хорватії, Сербії, Боснії і Герцеговини, Словенії, Німеччини, Італії, Румунії), Південній Америці (Аргентина, Парагвай, Чилі та Перу) і в Канаді.

## Цікаві факти
Племінниця бл. Марії Петкович — відома задарська працівниця культури Весна Вучетич.